# Kolsås (metrostation)
Kolsås is een metrostation in de Noorse hoofdstad Oslo. Het station werd geopend op 1 januari 1930 en wordt bediend door lijn 3 van de metro van Oslo